# Bernhard V. (Lippe)
Bernhard zur Lippe (* um 1290; † vor 1365) war von 1344 bis 1364 Herr von Rheda aus dem Haus Lippe.
Bernhard wurde um 1290 als Sohn von Graf Simon I. und Adelheid von Waldeck geboren. Sein ältester Bruder hieß ebenfalls Bernhard und war Bischof von Paderborn.
Seine weiteren Geschwister waren
- Hermann († ca. 1324), Kleriker
- Heinrich († ca. 1336), Dompropst in Minden und Domscholaster in Münster
- Diedrich († nach 8. September 1326), Ritter im Deutschen Orden
- Adolf
- Simon († 1334), Domherr zu Münster
- Mechthild († nach 9. April 1366), ⚭   Graf Johann II. von Bentheim († 1332)
- Adelheid (1298–1324), ⚭ Hermann II. von Everstein
- Otto (* um 1300, † um 1360), Herr von Lippe in Lemgo, ⚭ Irmgard von der Mark
- Hedwig (* vor 1313; † nach 5. März 1369), ⚭ Adolf VII. von Holstein-Schauenburg († 1352)

Nach dem Tode seines Vaters 1344 wurde die Grafschaft geteilt. Bernhard erhielt das Gebiet um Rheda und Lippstadt. Sein Bruder Otto bekam das Gebiet um Lemgo.
Als Bernhard um 1365 starb, übergab seine Witwe Richarda dessen Erbe zunächst dem Gatten ihrer ältesten Tochter, Otto VI. von Tecklenburg. 1366 widerrief sie die Übergabe und bestimmte ihren Neffen Simon III. zur Lippe zum Erben. Otto V. verweigerte jedoch die Herausgabe des Erbes, was einen jahrzehntelangen Kampf auslöste, der schließlich zugunsten Tecklenburgs endete.

## Ehe und Kinder
Er war mit Richarda von der Mark verheiratet. Ihre Kinder waren:
- Simon († vor 1363)
- Adelheid († um 1392); ⚭ (1362) Graf Otto VI. von Tecklenburg
- Mechtild († 1365); ⚭ Graf Heinrich II. von Holstein-Rendsburg
- Heilwig

| Vorgänger | Amt                      | Nachfolger                                |
| --------- | ------------------------ | ----------------------------------------- |
| Simon I.  | Herr von Rheda 1344–1365 | Otto VI. von Tecklenburg (de iure uxoris) |

| Personendaten    | Personendaten              |
| ---------------- | -------------------------- |
| NAME             | Bernhard V.                |
| ALTERNATIVNAMEN  | Bernhard V. zur Lippe      |
| KURZBESCHREIBUNG | Herr von Rheda (1344–1364) |
| GEBURTSDATUM     | um 1290                    |
| STERBEDATUM      | vor 1365                   |